# Protector facial

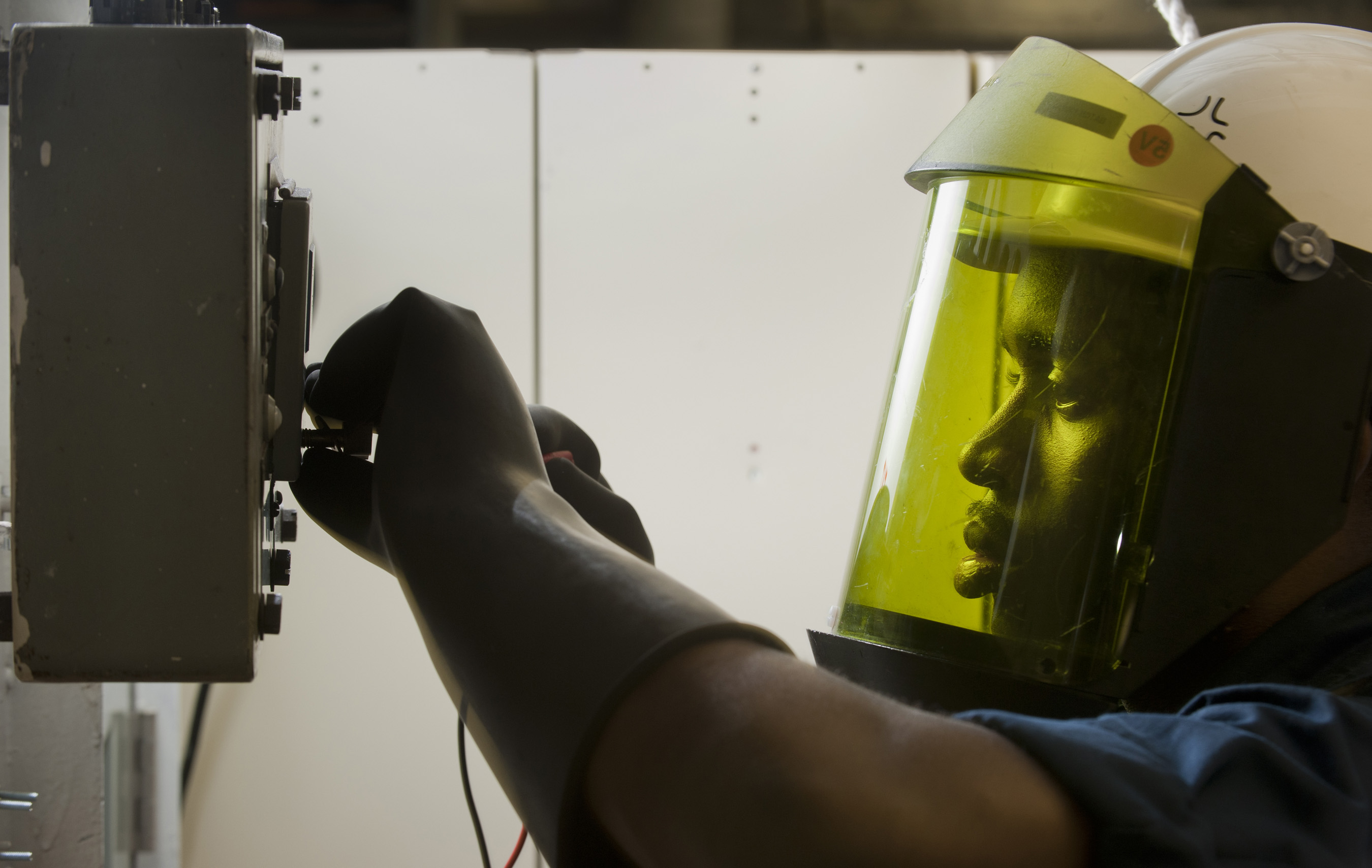
Un electricista de la Armada de los Estados Unidos con un protector facial mientras busca fusibles defectuosos en un panel de iluminación.

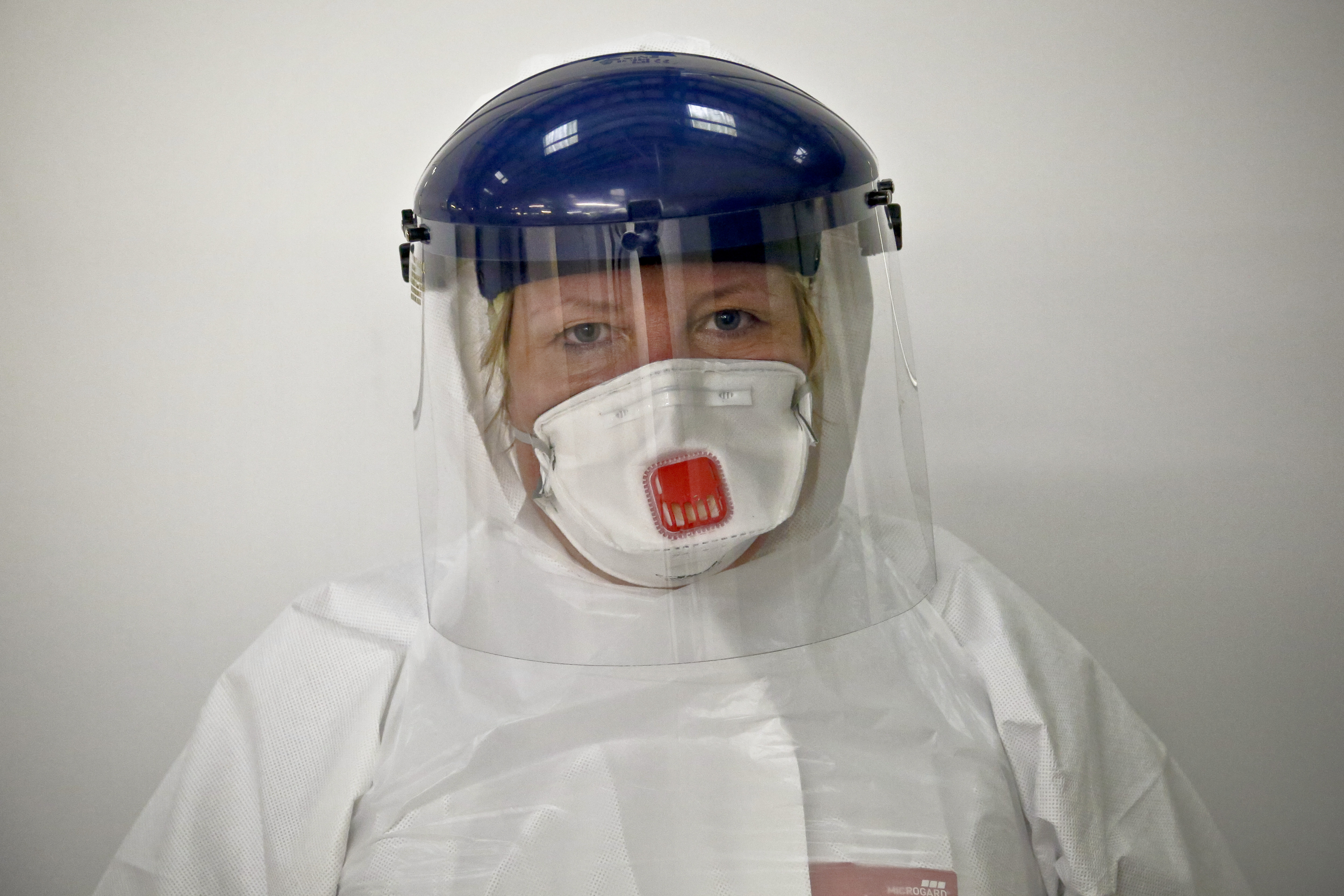
Enfermera usando un protector facial durante el brote de Ébola en Sierra Leona, 2014.

Una protector facial (o pantalla facial) es un elemento de equipo de protección individual (EPI) que tiene como objetivo proteger toda la cara del usuario (o parte de ella) de peligros como proyectiles o residuos viales, salpicaduras de productos químicos (en laboratorios) o potencialmente materiales infecciosos (en entornos médicos). Dependiendo del tipo utilizado, un protector facial puede proteger a su usuario de un peligro físico, salpicaduras químicas o peligros biológicos.

## Industria
Un protector facial está destinado a proteger la cara total o parcialmente, así como los ojos del usuario contra peligros. Se deben utilizar protectores faciales con gafas y/o gafas protectoras.

### Estándares
ANSI (normativa americana)
- Mark Z87: Impacto básico: los protectores faciales deberán ser capaces de resistir impactos de una bola de 25,4 milímetros (1 pulgada) de diámetro desde una altura de 127 centímetros (50 pulgadas).
- Mark Z87+: Alto impacto: los protectores faciales deberán ser capaces de resistir impactos de una bola acero de 6,35 milímetros (0,25 pulgadas) de diámetro a una velocidad de 91,4 m/s (300 pies/s).

EN 166 (normativa europea)
Estos protectores sirven para proteger contra partículas de alta velocidad y deben resistir el impacto de una bola de acero de 6 mm de diámetro nominal, golpeando los oculares y la protección lateral a la velocidad indicada.
- Marca A: 190 m/s (684 km/h)
- Marca B: 120 m/s (432 km/h) .
- Marca F: 45 m/s (162 km/h) .
  - ref. EN166

CSA (normativa canadiense)
Z94.3-15 Protectores faciales y oculares La Clase 6 se relaciona con protectores faciales y se divide en 3 subclases.
- 6A: Protección contra impactos, perforaciones, salpicaduras, cabeza y deslumbramiento.
- 6B: Protección radiológica. También para protección contra bajas temperaturas, salpicaduras, reflejos y ligeros impactos no perforantes.
- 6C: aplicaciones de alto calor y protección contra impactos ligeros y no perforantes únicamente.
  - ref. CSA Z94.3-15

Véase también máscara de soldadura.

### Materiales
- Policarbonato (PC)

Proporciona excelente resistencia al impacto, calidad óptica, resistencia al calor y resistencia química estándar.
- Acetato de celulosa (CA)

Proporciona resistencia normal al impacto, calidad óptica, resistencia al calor y buena resistencia química.

## Fabricación
Se utilizan dos métodos para fabricar protectores faciales: extrusión y moldeo por inyección. Los protectores faciales cortados a partir de láminas de extrusión brindan una mejor resistencia al impacto que los protectores faciales moldeados por inyección porque las láminas de extrusión están hechas de gránulos de plástico de alto peso molecular, mientras que el moldeo por inyección debe utilizar gránulos de plástico de menor peso molecular, que proporcionan una mejor propiedad de flujo de fusión necesaria para el moldeo por inyección. Por ejemplo, incluso las caretas con 0,8 mm de espesor hechas de láminas de policarbonato por extrusión  pueden soportar el impacto de una bola de acero de 6 mm (0,2 plg) de diámetro nominal que viaja a una velocidad 120 m/s (432 km/h) (normativa europea, protección contra partículas de alta velocidad a un impacto de energía media), mientras que los protectores faciales moldeados por inyección deben tener al menos 1,5 mm (0,1 plg) de espesor para soportar el mismo impacto. Pero el moldeo por inyección puede proporcionar formas más complejas que la extrusión.

Durante la pandemia de COVID-19, personas de 86 países participaron en la producción voluntaria de EPI para complementar las cadenas de suministro tradicionales, muchas de las cuales habían sido interrumpidas. En conjunto se produjeron un total de 25 millones de protectores faciales con técnicas que incluyen impresión 3D, corte por láser y moldeo por inyección.

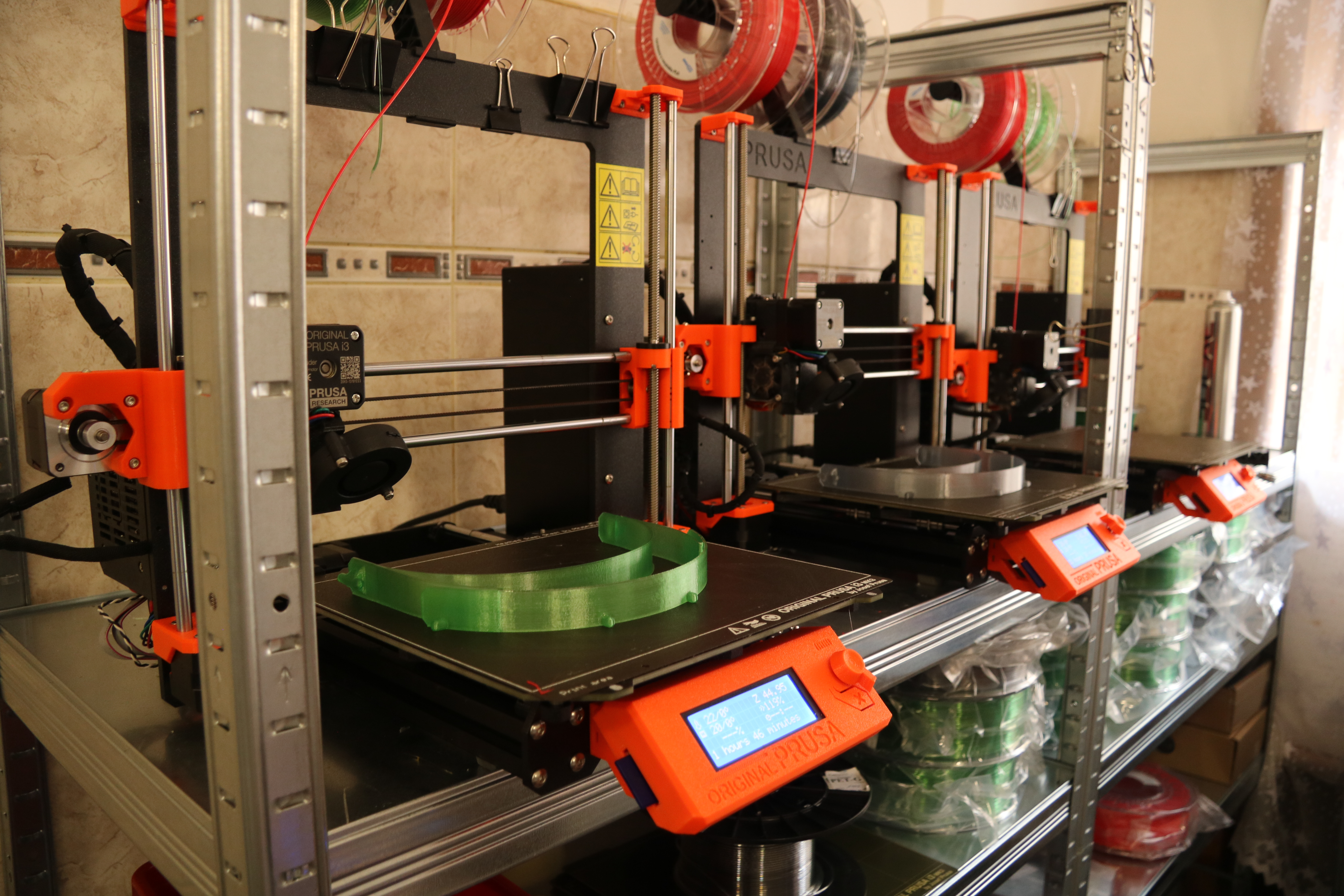
Impresión 3D de protectores faciales durante la pandemia de COVID-19.
- Modelo 3D para imprimir protector facial.[5]
- Hebilla para el protector facial.
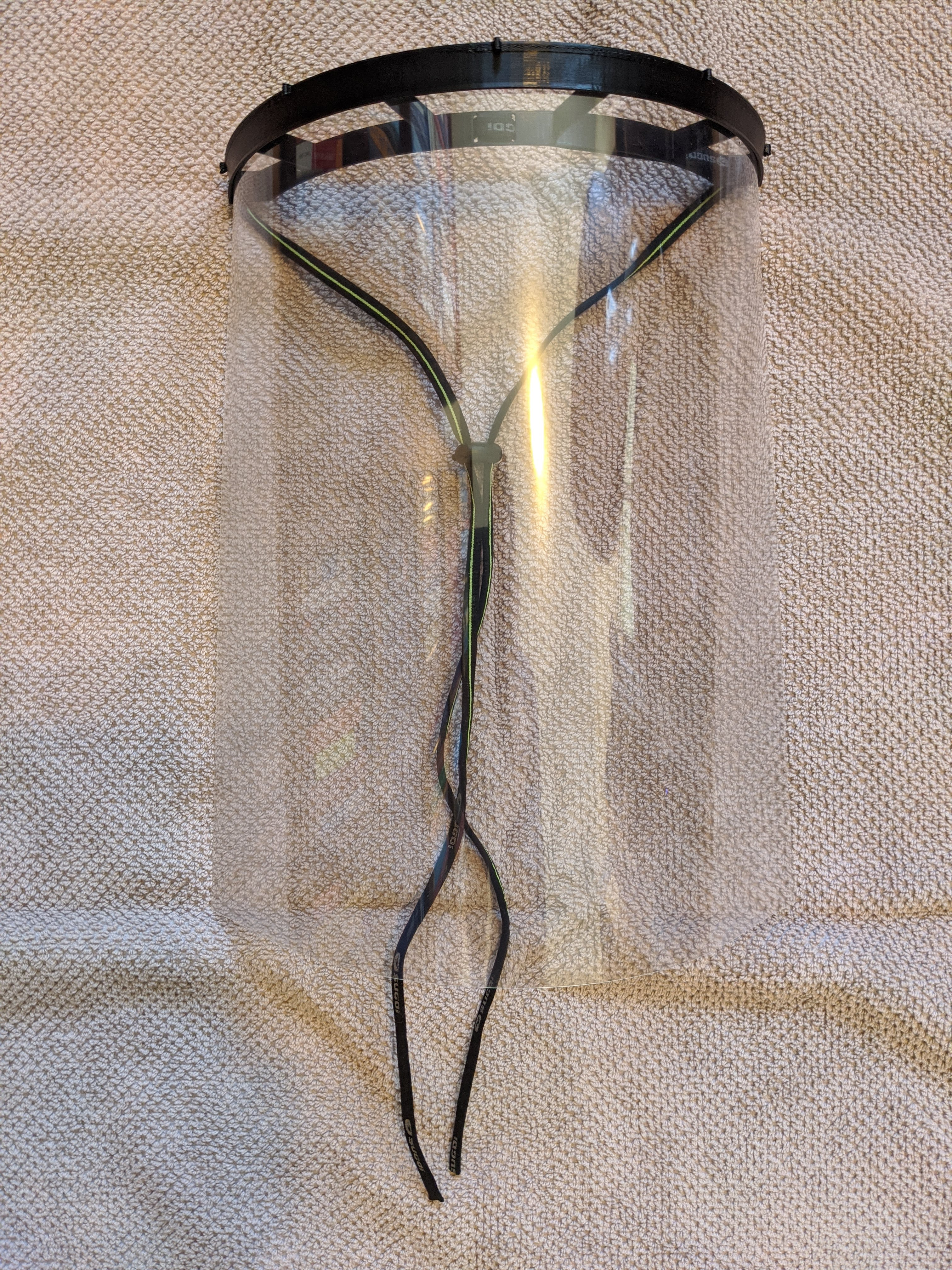
Resultado final.

## Medicina

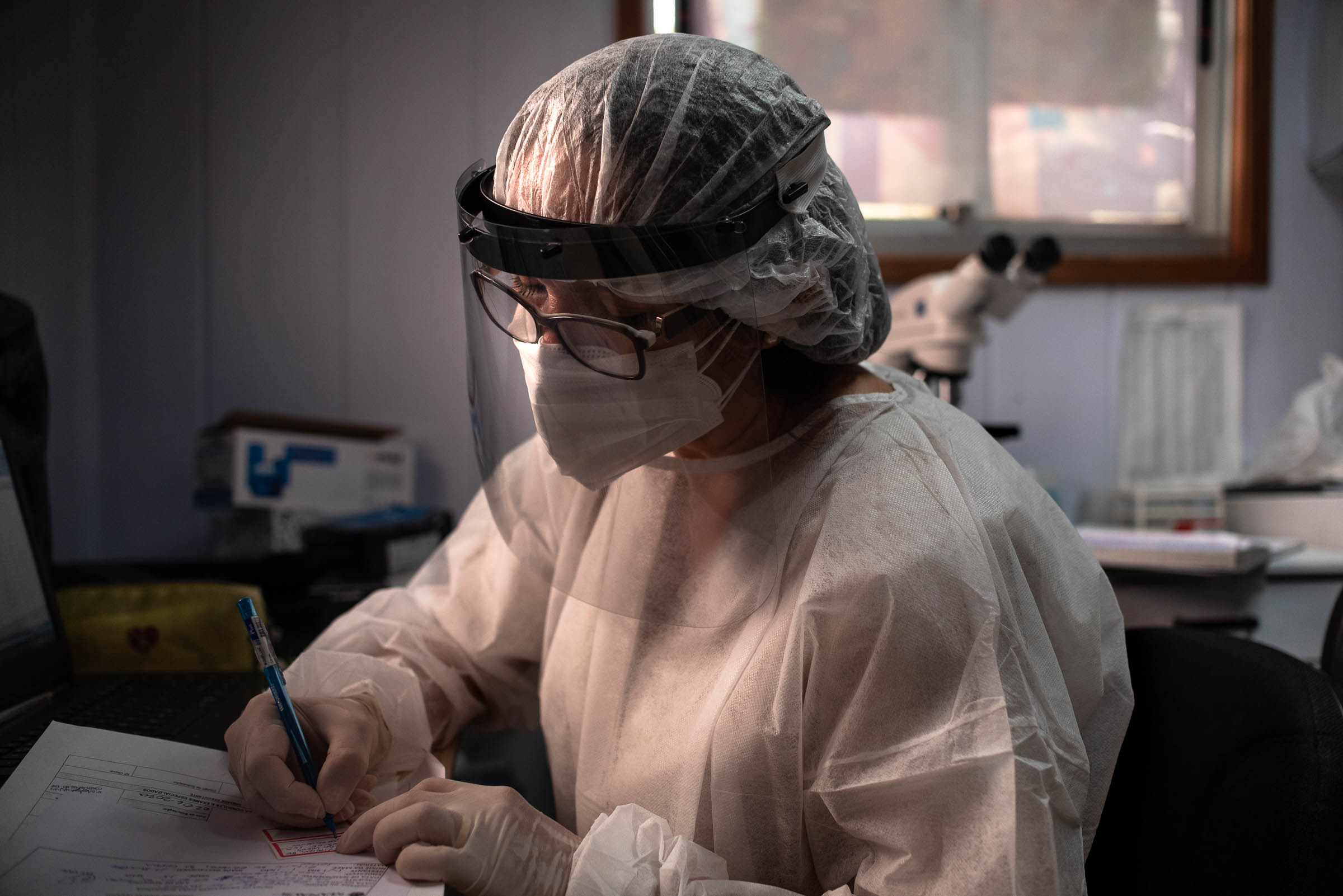
Un técnico de laboratorio con protector facial durante la pandemia de COVID-19 en Brasil.

En aplicaciones médicas, el «protector facial» se refiere a una variedad de dispositivos utilizados para proteger a un profesional médico durante un procedimiento que podría exponerlo a sangre u otros fluidos potencialmente infecciosos. Un ejemplo es el uso de una máscara de RCP mientras se realiza respiración boca a boca o RCP . Otro ejemplo es el uso de un equipo de protección individual para proteger la cara de la exposición a materiales potencialmente infecciosos.

## Policía y militar

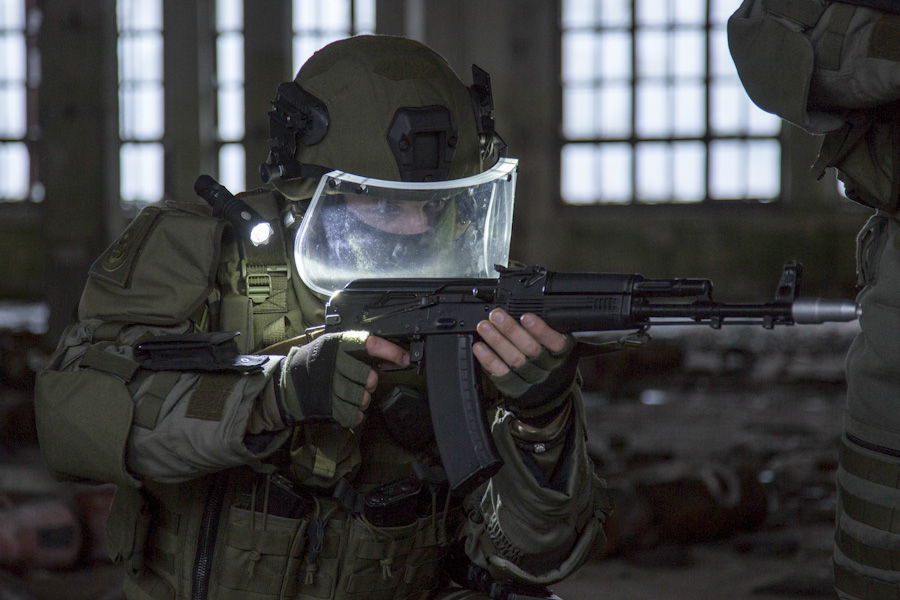
Paracaidista ruso con casco 6B47 y careta balística.
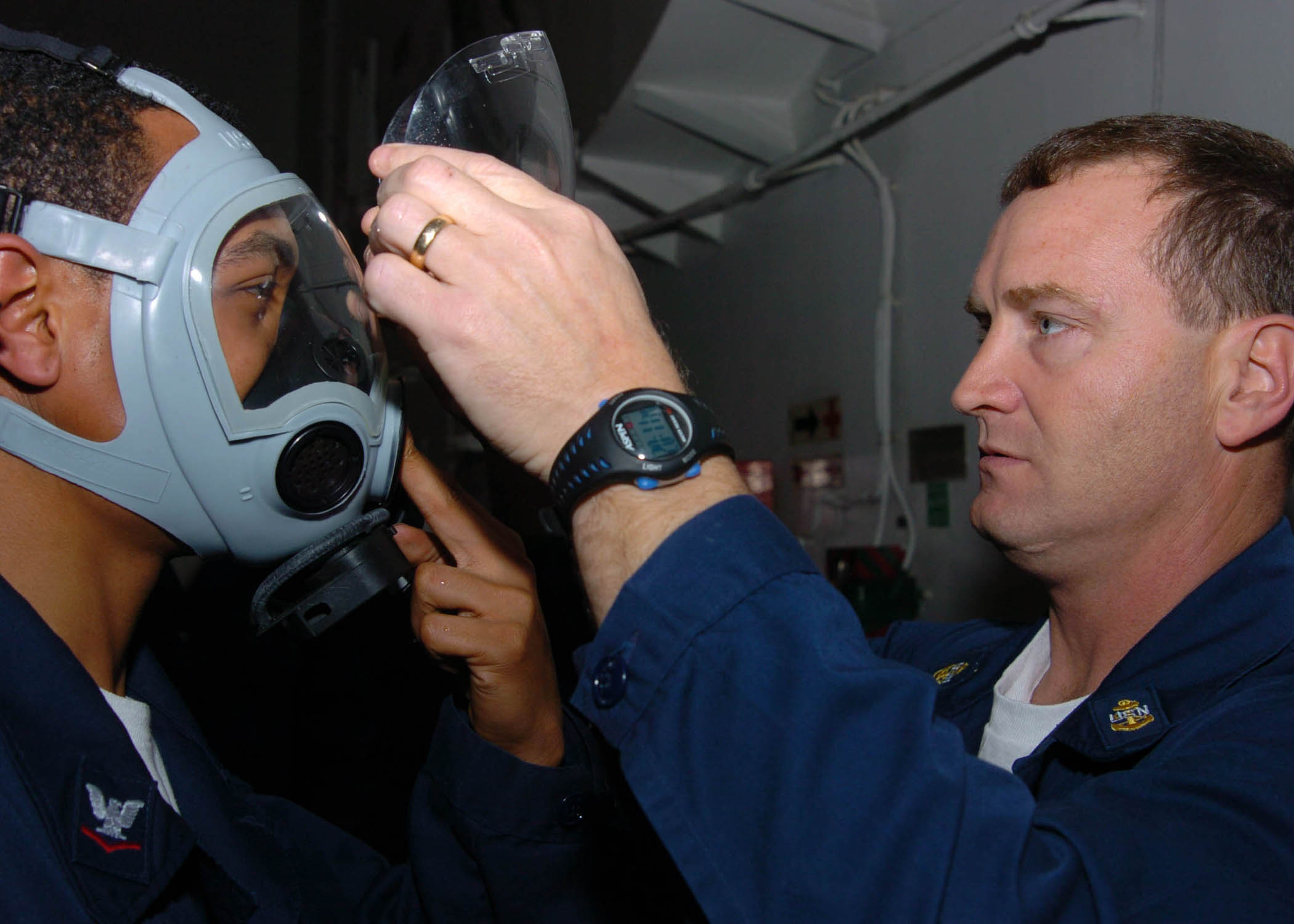
Quitando el protector facial de la máscara de gas MCU-2/P a un marinero tras lavarla con una solución descontaminante durante un simulacro a bordo de un portaaviones.

En entornos militares o policiales, se puede diseñar un protector facial para protección balística o no balística. El escudo no balístico no brindará protección contra proyectiles disparados por armas de fuego, pero generalmente está diseñado para resistir impactos de baja velocidad, como los causados por puñetazos u objetos arrojados.
Un protector facial balístico está diseñado para detener o desviar explosiones y fragmentos de operadores que usan trajes antiexplosivos. Proteger los ojos y la cara de los usuarios de amenazas balísticas en combate está previsto en el programa PEO Soldier para el Departamento de Defensa de los Estados Unidos.

## Uso en construcción
En obras de construcción, muchos trabajadores utilizan protectores faciales para proteger sus ojos de escombros o esquirlas. Muchas herramientas de corte y trabajos con metal recomiendan el uso de una careta. Los ejemplos más comunes son con los equipos de soldadura o sierras de cortar metales.